# Persée (roi)
Pour les articles homonymes, voir Persée (homonymie).
Persée (en grec ancien Περσεύς / Perseús), né en 212 av. J.-C. et mort en 166 av. J.-C., est le dernier roi de la dynastie des Antigonides qui règne sur la Macédoine depuis 277 av. J.-C. Manifestant l'ambition de restaurer l'influence macédonienne en Grèce, il est en butte à l'hostilité d'Eumène II de Pergame et des Romains. Il est vaincu en 168 av. J.-C. à la bataille de Pydna à l'issue de la troisième guerre macédonienne. Cette défaite fait de lui l'une des plus illustres victimes de l'impérialisme romain, en raison de la disparition, à l'issue du conflit, du royaume de Macédoine. 

## Biographie

### Les débuts du règne (179-172)

#### L'accession au trône
Son nom, original parmi la dynastie antigonide, est un hommage à Persée, roi mythologique d'Argos, cité d'origine de sa mère Polycrateia. L'effigie du héros figure d'ailleurs sur des monnaies frappées sous Philippe V. Polybe et Appien le présentent, à l'inverse de son père prompt aux excès, comme un homme sobre et pondéré. 
Persée succède à Philippe en 179 av. J.-C. L'année précédente, le roi a fait exécuter son fils Démétrios, partisan des Romains. Jaloux de ses succès comme ambassadeur auprès du Sénat romain et voyant en lui un possible usurpateur, Persée aurait en effet persuadé leur père de le faire empoisonner. Il est également possible qu'il ait exécuté Antigone, le cousin de Philippe, à qui ce dernier aurait confié la succession après la mort de Démétrios. Le rôle supposé de Persée dans le meurtre de Démétrios ne lui vaut pas les faveurs de Rome quand il monte sur le trône. Pour autant, il s'empresse d'envoyer au Sénat une délégation afin de renouveler le traité de 196 av. J.-C. et de s'assurer que Rome reconnaisse sa légitimité.

#### Persée et la question septentrionale
Dès son accession au pouvoir, Persée est confronté aux Dardaniens, traditionnels adversaires des Macédoniens. Philippe V a en effet eu pour projet de les « remplacer » à la frontière septentrionale par les Bastarnes, une confédération de peuples celto-germaniques ; afin de renforcer cette alliance, Philippe a fait épouser Persée à une princesse bastarne. Les Dardaniens envoient une délégation au Sénat afin de plaider leur cause ; mais Persée rétorque que l'invasion des Bastarnes n'est pas de son fait alors que ces derniers se rendent coupables de pillages en Péonie. Craignant une reprise de l'expansion macédonienne, le Sénat émet tout de même un avertissement.
Dans le même temps, le nord de la Macédoine est envahi par une peuplade thrace, les Sapéens (en), sous le règne d'Abroupolis, qui parviennent jusqu'à Amphipolis. Cette invasion aurait pu être suscitée par Eumène II de Pergame qui cherche à profiter du changement de règne pour déstabiliser la Macédoine. Les Sapéens finissent par être repoussés mais le problème thrace reste préoccupant durant tout le règne de Persée et devient un sujet de tension avec les Romains.

#### Une politique d'alliance

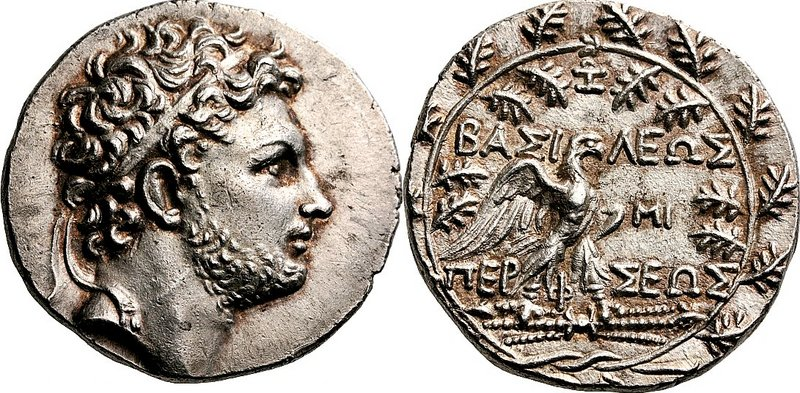
Monnaie à l'effigie de Persée.

Persée hérite d'un royaume que Philippe V a su restaurer dans les dix dernières années de son règne en réorganisant les finances, en menant une « politique nataliste » et en déplaçant des populations. Mais pour calmer les mécontentements liés à cette pression fiscale et aux déportations, Persée promulgue dès son avènement un décret d'amnistie pour les débiteurs en exil et les prisonniers. Cette décision fait l'objet d'une propagande en étant publiée dans les sanctuaires panhelléniques de Delphes et Délos. Cherchant à augmenter son influence en Grèce, il obtient une majorité de délégués à l'amphictyonie de Delphes, marquant un rapprochement avec la Ligue étolienne au détriment des Thessaliens comme le prouve la liste des hiéromnémons de 178 av. J.-C..
Persée cherche à rétablir en Grèce l’hégémonie macédonienne alors qu'une crise économique et sociale frappe notamment la Thessalie et l'Étolie. Il utilise cette situation pour lutter contre le parti oligarchique, plutôt pro-romain, au profit d'un « prolétariat » endetté. Cette démagogie sociale, que Philippe a déjà utilisée à ses propres fins mais avec davantage de brutalité, permet de rehausser le prestige de la Macédoine et de réduire l'influence romaine, garante de l'ordre social. Pour autant, le Sénat ne s'oppose pas à cette intervention malgré les protestations des Thessaliens. En 174 av. J.-C., il mène campagne contre les Dolopes sans que les Romains ne réagissent. La même année, il arrive à Delphes pour consulter l'oracle en compagnie de son armée mais sans user de violence. Il demande alors aux Grecs d'oublier les tensions du règne de Philippe et de fonder de nouveaux rapports amicaux. Seule la Ligue achéenne, sous tutelle de Rome et Pergame, rechigne à se rapprocher de la Macédoine, alors que depuis 198 av. J.-C. un décret interdit son territoire à tout Macédonien, même si le roi y compte quelques partisans.
Face à l'essor du royaume de Pergame sous Eumène II, sorti vainqueur de son conflit contre Prusias de Bithynie et Pharnace Ier du Pont, Persée se rapproche des Séleucides : vers 177 av. J.-C., il épouse Laodicé V, une fille de Séleucos IV, tandis que sa sœur Apama épouse Prusias. En plus de ces alliances matrimoniales promptes à inquiéter les Attalides, Persée se rapproche de Rhodes, inquiet de la nouvelle puissance pergamienne. À cette époque, les Rhodiens achètent d'ailleurs aux Macédoniens du bois pour reconstituer leur flotte. Mais le rapprochement avec le royaume séleucide est de courte durée : en 175 av. J.-C., Séleucos IV est assassiné ; son frère Antiochos IV lui succède avec l'aide d'Eumène et se proclame « ami de Rome ». Enfin, il augmente les effectifs de l'armée macédonienne en enrôlant 10 000 mercenaires.
Sans trahir les clauses du traité de 196 av. J.-C. qui interdit toute intervention macédonienne en Grèce, cette politique d'alliance inquiète suffisamment le Sénat romain qui lui envoie en 174 av. J.-C. une première ambassade en Grèce, mais elle revient d'Étolie, alors en pleine guerre civile, et de Macédoine, sans avoir pu rencontrer Persée. En 173 av. J.-C., une nouvelle ambassade arrive en Thessalie après que les Thessaliens se sont plaints des visées macédoniennes, montrant la propension de certains États grecs à demander l'arbitrage de Rome. La Thessalie est alors, comme l'Étolie, plongée en pleine guerre sociale au sujet des dettes. Les Romains parviennent à régler équitablement cette question, réduisant de ce fait l'influence de Persée dans ces deux pays. Dans le même temps, Persée conclut une alliance avec la Ligue béotienne et fait publier les traités à Delphes et à Délos ; l'ambassade de Béotiens mécontents de cette alliance n'arrivera, pour des raisons inconnues, jamais à Rome.

### Persée contre Rome (172-168)

#### La montée des tensions
À Rome, un parti antimacédonien se développe : les consuls désignés en 172 av. J.-C. poussent à la guerre contre Persée, voulant faire de la Macédoine une province romaine, mais ils se heurtent à l'hostilité du Sénat. C'est dans ce contexte qu'une ambassade itinérante part en Grèce et en Orient visiter la Macédoine, Pergame, la Cappadoce, Rhodes, Antioche et Alexandrie. Les délégués constatent que les ambitions de Persée suscitent partout l'hostilité, sauf à Rhodes qui s'est rapprochée des Antigonides sans pour autant conclure une alliance formelle. Toutefois, les Romains ne s'en inquiètent pas outre mesure car les ambitions de Persée ne les menacent pas directement.
Mais l'intervention d'Eumène II de Pergame change la donne. Voulant réduire l'influence de la Macédoine en Thrace alors que Persée vient de mener campagne contre les Thraces au profit de Byzance, Eumène, le plus sûr allié des Romains en Asie Mineure, vient personnellement à Rome plaider sa cause. Peut-être cherche-t-il aussi à contrebalancer la popularité nouvelle de Persée voire à reconstituer l'empire thrace de Lysimaque. Comme il l'a fait avant la guerre antiochique, Eumène pousse les Romains à la guerre en usant d'un argumentaire bien rodé : la Macédoine et son armée ont été redressées depuis la fin du règne de Philippe V ; Persée a conclu des alliances matrimoniales avec les Séleucides et la Bithynie ; il a passé un traité avec la Ligue béotienne et s'est rapproché de la Ligue étolienne ; il a mené campagne contre les Sapéens (en) du roi Abroupolis, contre les Dolopes et contre les Thraces au profit de Byzance, etc. Eumène prétend même, pure invention, que Persée a pour projet de passer en Italie. Aucun de ses griefs ne vient à rompre le traité de 196 av. J.-C. conclu à l'issue de la deuxième guerre macédonienne. Mais les Romains ne peuvent se permettre de s'aliéner un tel allié, à la tête d'un État-tampon entre la Macédoine et le royaume séleucide. Pour autant, la guerre n'est décidée que lorsque Persée se voit impliqué dans une tentative d'assassinat à l'encontre d'Eumène à Delphes. Le Sénat se résout à accepter le conflit, mais aucune armée n'est en cette heure disponible ; il décide donc de mener de nouvelles démarches diplomatiques : à l'automne 172 av. J.-C., des légats sont envoyés en Illyrie, en Épire, en Étolie, en Thessalie, dans le Péloponnèse et en Asie Mineure, précipitant un revirement des Rhodiens en faveur des Romains. Persée ne reste pas inactif et rencontre en Thessalie Marcius Philippus. Mais l'accord de paix signé n'est qu'un leurre des Romains visant à gagner du temps dans les préparatifs de guerre, sachant que la campagne d'alliances en Grèce a été un succès, excepté en Illyrie.

#### La déclaration de guerre
La déclaration officielle de guerre est votée au début de 171 av. J.-C., même si la décision est prise dès l'attentat contre Eumène II. Bien que les Romains aient des difficultés pour recruter une armée, la déclaration est précipitée car les Romains craignent probablement que Persée ne s'allie avec Antiochos IV, alors en guerre contre les Lagides, tout comme Philippe V s'est allié à Antiochos III. Les motifs officiels paraissent particulièrement de mauvaise foi : Persée ne menace ni les alliés de Rome, ni ne prépare une guerre contre Rome comme le montre sa tentative de paix avec Marcius Philippus. Par ailleurs, le traité de 196 av. J.-C. ne limite pas ses effectifs terrestres, ne l'empêche pas de se défendre contre les Thraces, ni de s'allier avec les Rhodiens ou les Béotiens. La troisième guerre de Macédoine semble donc d'abord être une guerre préventive visant à empêcher Persée de rétablir la puissance macédonienne et à empêcher le roi de jouer sur les troubles sociaux qui agitent la Grèce. Après la rupture des négociations, Persée réunit un conseil royal à Pella ; de nombreux conseillers l'incitent à poursuivre une politique de conciliation avec les Romains, prouvant que la Macédoine est bel et bien en position défensive. Pour autant, le conseil royal se prononce en faveur de la guerre. Persée réunit alors ses troupes soit 40 000 combattants à pied, dont la moitié de phalangites, et 4 000 cavaliers. Il reçoit le soutien de Cotys II, roi des Odryses, qui lui amène 2 000 soldats, dont la moitié de cavaliers. Il peut aussi compter sur des mercenaires galates, les Bastarnes refusant toutefois de le rallier.
Au début de la guerre, le Sénat envoie à l'amphictyonie de Delphes un texte reprenant les griefs à l'encontre de Persée. Cette propagande, connue par une inscription (lacunaire) à Delphes, ne rencontre que peu d'écho : les Grecs apparaissent divisés et se montrent choqués par les brutalités des soldats romains au début de la campagne.

#### Les premières campagnes
Le consul Licinius Crassus débarque en Illyrie à la tête de deux légions de 6 000 soldats chacune, auxquelles il faut ajouter 16 000 alliés et 1 700 cavaliers. Les Romains font leur jonction en Thessalie avec Eumène II de Pergame, dont la flotte est basée à Chalcis, qui est à la tête de 4 000 fantassins et 1 000 cavaliers ; seuls 2 000 alliés grecs acceptent de s'engager,.
La première grande bataille se déroule en Thessalie près de Larissa au printemps 171 av. J.-C. : Persée (aidé de son allié thrace Cotys II) manque d'écraser les légions romaines à la bataille de Callinicos ; mais celles-ci évitent le désastre grâce à l'intervention des cavaliers thessaliens. Persée propose alors de négocier sur la base du traité de 196 av. J.-C. mais Licinius Crassus, qui a reçu des renforts importants, émet une fin de non-recevoir. Fin 171 av. J.-C., Persée, qui vient de subir de lourdes pertes en tentant d'encercler une troupe romaine, retourne en Macédoine ; Licinius Crassus se retire à la tête de l'armée consulaire en Béotie, où la Ligue béotienne est dissoute.
En 170 av. J.-C., une partie des Épirotes, dont les Molosses, se rallient à la Macédoine, menaçant les lignes de communication romaine. Le nouveau consul, Hostilius Mancinus, ne parvient pas à reprendre l'Épire mais il veille à rétablir la discipline alors que les légionnaires se rendent coupables de nombreuses exactions, à tel point qu'un sénatus-consulte vise à protéger les populations. L'Acarnanie se voit par ailleurs occupée par des garnisons romaines. Au printemps 169 av. J.-C., le consul Marcius Philippus débarque pour donner une nouvelle impulsion à la guerre à la tête de 5 000 hommes. Il lance une offensive victorieuse à travers le massif de l'Olympe qui l'amène au sud de la Macédoine en Piérie où il hiverne, certes dans des conditions difficiles car il a étiré ses lignes de communication.

#### La guerre en Illyrie
Alors que la guerre s'avère indécise en Grèce, l'Illyrie est confrontée aux ambitions respectives des deux belligérants. Les Romains ont en effet échoué à rallier à leur cause le dynaste Genthios et ont débarqué des troupes avant même la déclaration de guerre en 172 av. J.-C. Persée mène une campagne victorieuse en janvier 169 av. J.-C. avec pour objectif d'empêcher une offensive romaine par l'ouest et de faire passer Genthios à son service. Il s'empare d'Uscana dont la garnison romaine est capturée et avance jusqu'au pays des Labéates pour tenter de rallier Genthios. Plusieurs délégations sont envoyées en vain à la forteresse de Scodra : le roi des Illyriens refuse tout ralliement car Persée n'aurait pas accepté de payer la somme (considérable) exigée.
Persée assiège ensuite Oaeneum qu'il parvient à prendre malgré une forte résistance. Début mars, il marche contre Stratos, une cité d'Acarnanie que les Étoliens ont promis de lui livrer, mais il doit renoncer car les Romains de la garnison d'Ambracie, dirigés par Popilius, l'ont devancé. Les légats romains profitent du retour de Persée en Macédoine au printemps 169 pour tenter de reprendre les places perdues en Illyrie, mais sans succès. Genthios finit par rejoindre la cause de Persée, contre le paiement de 300 talents, quand Marcius Philippus parvient en Macédoine méridionale. Mais les Illyriens sont vaincus par les Romains au printemps 168 av. J.-C. à l'issue de la troisième guerre d'Illyrie et Genthios est capturé.

#### La défaite de Persée

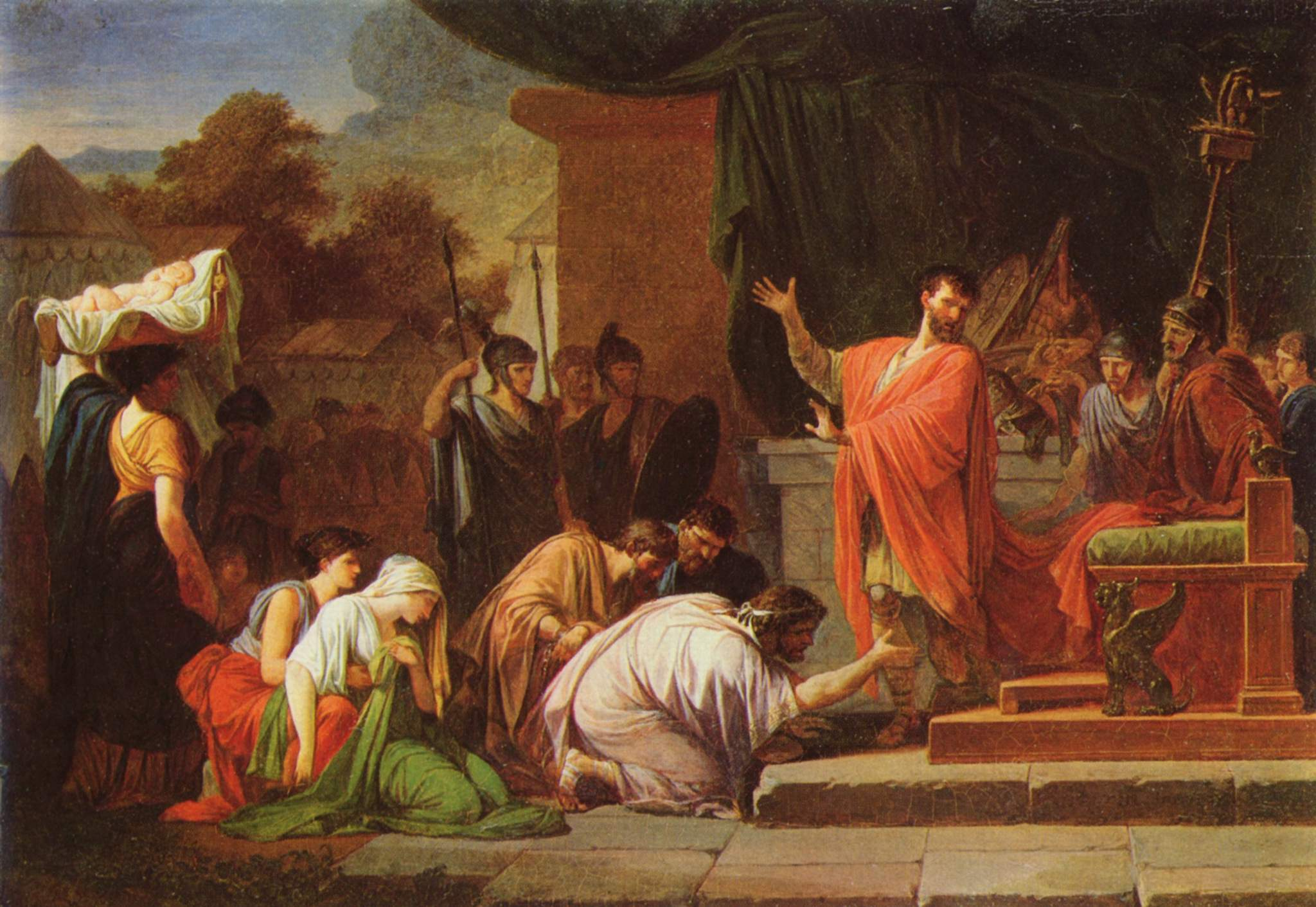
Le Roi Persée de Macédoine devant Aemilius Paullus, Pierre Peyron, musée des beaux-arts de Budapest.

Les tentatives de médiation menées par les Lagides et les Rhodiens échouent, alors que Persée a tenté en vain de se rapprocher d'Eumène II. Dans le même temps, afin de conclure au plus vite le conflit, d'autant plus que Persée s'est allié avec Genthios, les Romains se décident à envoyer en 168 av. J.-C. Paul-Émile, un général expérimenté ayant participé à la paix d'Apamée. Après avoir débarqué à Delphes, Paul-Émile s'avance immédiatement vers le sud de la Macédoine, prenant position près de Dion en Piérie. Persée se retire au nord à proximité de Pydna car un détachement romain, conduit par Scipion Nasica, a contourné l'armée macédonienne par le nord. La bataille de Pydna (22 juin 168 av. J.-C.), dont le déroulement reste relativement méconnu, tourne au désastre pour Persée : en à peine une heure, près de 25 000 Macédoniens sont tués et 10 000 sont faits prisonniers, anéantissant vingt années de restauration du Royaume. Après la bataille, les cités de Macédoine se rendent une par une.
En fuite à la tête de sa cavalerie qui bientôt se disperse, Persée parvient à Pella où il échoue à rallier une grande partie de ses courtisans ; puis il gagne Amphipolis d'où il envoie en vain une demande de paix à Paul-Émile. Il échoue à recruter des troupes parmi les Bisaltes et à pousser les habitants à poursuivre la lutte, ces derniers lui ordonnant de partir plutôt que de risquer l'anéantissement. Il part alors se réfugier avec ses derniers fidèles et 500 Crétois, et avec un trésor estimé à 2 000 talents, sur l'île de Samothrace dans le sanctuaire des Grands Dieux. L'île est bientôt soumise à un blocus par la flotte romaine, dont l'amiral, Cnæus Octavius, finit par persuader Persée, et son fils adoptif Philippe, de se rendre contre une promesse d'immunité pour ses derniers amis et les pages royaux qui l'ont suivi. Persée finit par se rendre en juillet 168 av. J.-C. à Paul-Émile qui le traite avec magnanimité, même s'il a permis à son armée de piller la campagne macédonienne et plusieurs cités. Paul-Émile reçoit un triomphe à Rome en novembre 167 av. J.-C. avec Persée et Philippe comme prisonniers derrière son char en compagnie du fils du roi thrace Cotys II. Persée est ensuite prisonnier à Alba Fucens dans les Abruzzes où il disparaît l'année suivante : les sources divergent sur les conditions de la détention (bonnes ? misérables ?) et les causes de sa mort à 46 ans (épuisement ? chagrin ? empoisonnement ? faim ? maladie ?). D'autres prétendent qu'il aurait appris le latin, changé d'identité et serait devenu maître forgeron.
En conséquence de la défaite de Persée, la royauté antigonide est dissoute et le royaume de Macédoine divisé en quatre républiques gouvernées indirectement par Rome, ce qui met fin à l'indépendance de la Macédoine. En 146 av. J.-C., la Macédoine devient une province romaine à l'issue d'une quatrième guerre.

### Unions et descendance
Persée a contracté deux mariages.
- Il épouse une princesse, anonyme, des Bastarnes sur ordre de Philippe V qui cherche à ménager une alliance avec ce peuple celto-germanique. En 182 av. J.-C., au moment du second mariage royal, elle est soit déjà morte, soit répudiée.
- Vers 177 av. J.-C., il épouse Laodicé V, une fille de Séleucos IV Philopator et de Laodicé IV. Elle lui donne une fille, de prénom inconnu, et un fils, Alexandre, fait prisonnier par les Romains comme son père. Il apprend le latin et devient notaire[34]. Capturée par les Romains, Laodicé devient ensuite l'épouse d'Ariarathe V de Cappadoce.

Persée a également adopté son jeune frère Philippe. Même après la naissance d'Alexandre, il le considère comme son héritier. Philippe partage sa captivité et meurt à l'âge de 18 ans. Andriscos, qui dirige la rébellion macédonienne durant la quatrième guerre de Macédoine, prétend être Philippe et parvient à tromper le peuple qui le soutient.

## Postérité
L'histoire du règne de Persée a été écrite par Posidonios d'Apamée, un philosophe stoïcien cité par Plutarque dans la Vie de Paul-Émile. Selon Posidonios, Persée aurait introduit le rosier en Grèce. Blaise Pascal, dans les Pensées, reproche à Persée de ne pas s'être suicidé après le désastre de Pydna.
En juin 2005, le tombeau de Persée a été retrouvé le long de la Via Valeria près de Magliano de' Marsi (province de L'Aquila) par des représentants du Ministère italien de la Culture et une délégation archéologique macédonienne.